# Nghịch lý thợ cạo
Nghịch lý thợ cạo (đôi khi còn gọi là nghịch lý thợ cắt tóc) là một vấn đề nan giải được phát triển từ nghịch lý Russell. Nó được chính Bertrand Russell sử dụng như một minh họa cho nghịch lý mang tên ông, mặc dù ông gán cho một nhân vật vô danh nào đó đã gợi ý ví dụ này cho ông. Ví dụ này chỉ ra một kịch bản rõ ràng hợp lý lại trở nên phi logic.

## Nghịch lý
Một ông thợ cạo được định nghĩa là "người mà cạo cho tất cả những người khác, những người mà không thể tự cạo cho mình". Câu hỏi đặt ra là, vậy ông thợ cạo có tự cạo cho chính mình?
Việc giải đáp câu hỏi này sẽ dẫn đến một sự mâu thuẫn. Người thợ cạo A không thể cạo cho chính mình vì theo định nghĩa ông chỉ cạo cho những người không thể tự cạo cho chính họ. Nhưng nếu ông thợ cạo A không cạo cho chính mình thì ông A ấy lại thuộc nhóm người mà sẽ được cạo bởi ông thợ cạo (bao gồm A), nghĩa là ông ấy lại cạo được cho chính mình.

## Diễn giải theo logic
{\displaystyle (\exists x)({\text{person}}(x)\wedge (\forall y)({\text{person}}(y)\implies ({\text{shaves}}(x,y)\iff \neg {\text{shaves}}(y,y))))}
Câu này không thỏa mãn (một mâu thuẫn) vì định lượng phổ quát {\displaystyle (\forall )}. Phần định lượng y sẽ bao gồm mọi phần tử trong miền, bao gồm cả thợ cắt tóc x. Vì vậy, khi giá trị x được gán cho y, có thể viết lại thành {\displaystyle {\text{shaves}}(x,x)\iff \neg {\text{shaves}}(x,x)}
Đó là một ví dụ về sự mâu thuẫn {\displaystyle a\iff \neg a}.
({\displaystyle a} đúng thì {\displaystyle a} sai và ngược lại)